# Národní historická památka Whitmanova misie
Národní historická památka Whitmanova misie (anglicky: Whitman Mission National Historic Site) je americká národní historická památka, která se nachází západně od města Walla Walla ve státě Washington, na místě bývalé Whitmanovy misie Waiilatpu. 29. listopadu 1847 zde bylo Indiány z kmene Kajusů povražděno několik rodin včetně rodiny Dr. Marcuse Whitmana. Připomíná památku Marcuse a Narscissy Whitmanových kvůli jejich roli při zakládání Oregonské stezky a při setkání dvou velice rozličných kultur.

## Historie
V roce 1836, nevelká skupina presbyteriánských misionářů cestovala s každoročním karavanem lovců kožešin do Oregonu. Narcissa Whitman a Eliza Hart Spalding se tak staly prvními bělošskými ženami, které cestovaly napříč Amerikou. Kulturní rozdíly mezi Indiány a obyvateli Whitmanovy misie však vyústily v četné spory. Misie se zatím stala důležitou zastávkou na Oregonské stezce. V roce 1847 zemřela polovina zdejší Indiánské civilizace na spalničky a Kajusové z toho vinili Whitmana. 13 lidí včetně manželů Whitmanových bylo zavražděno a zbylých 47 obyvatel si Kajusové vzali jako rukojmí. Masakr všechny překvapil a z Oregonu se stalo teritorium Spojených států, aby mohly vyslat vojska na nadcházející Kajuskou válku.
V nedávných časech bylo místo několikrát vykopáno za účelem nalezení důležitých předmětů a pak bylo opět zakopáno. Pamětní obelisk, zdvižený padesát let po masakru, stojí na nedalekém kopci.
V roce 1936 se místo stalo historickou památkou jako Whitmanův národní památník a v roce 1963 se z místa stala národní historická památka.